# Bryan Christiansen
Bryan Christiansen (* 23. August 1975) ist ein ehemaliger US-amerikanischer Basketballspieler.

## Laufbahn
Christiansen war Spieler der Emery County High School im US-Bundesstaat Utah, anschließend des College of Eastern Utah (1994/95: 15 Punkte und 6,5 Rebounds/Spiel) sowie von 1995 bis 1998 der Colorado State University. Der 1,97 Meter große Flügelspieler verzeichnete seine besten statistischen Werte für Colorado State im Spieljahr 1996/97: 15,6 Punkte, 6,1 Rebounds, 1,9 Vorlagen pro Spiel.
Christiansen ging nach Neuseeland, spielte dort im Jahr 1998 für die Auckland Rebels, zur Saison 1998/99 wechselte er zu Athlon Ieper nach Belgien. 2000 spielte er erneut in Neuseeland für die Auckland Rebels, anschließend für die Memphis Houn'Dawgs in der US-Liga ABA. In der Saison 2001/02 war Christiansen mit 15 Punkten je Begegnung drittbester Korbschütze des deutschen Bundesligisten Brandt Hagen, mit 61 getroffenen Dreipunktwürfen führte er diese Wertung mannschaftsintern an. 2002 nahm er später für die Golden State Warriors an der NBA-Sommerliga im kalifornischen Long Beach teil.
Im Spieljahr 2002/03 bestritt er zehn Einsätze für die Mannschaft Sioux Falls Skyforce in der US-Liga Continental Basketball Association. Christiansen war in der Saison 2003/04 wieder in Belgien tätig, verstärkte Dexia Mons-Hainaut: Im Europapokalwettbewerb FIBA Europe League erreichte er Mittelwerte von 10,5 Punkten und 3,7 Rebounds pro Einsatz.
2004/05 stand er erneut im Spielbetrieb der Continental Basketball Association, bestritt 26 Partien für die Mannschaft Idaho Stampede.